# نخل پالمیرای ماداگاسکار
نخل پالمیرای ماداگاسکار (نام علمی: Borassus madagascariensis) نام یک گونه از سرده نخل پالمیرا است.